# Jerzy Szperkowicz
Jerzy Szperkowicz (ur. 22 sierpnia 1933 lub 1934 w Wilnie, zm. 20 lutego 2022) – polski dziennikarz i reporter.

## Życiorys
W 1956 ukończył studia dziennikarskie na Uniwersytecie Warszawskim. W latach 1951–1952 współpracował z „Życiem Białostockim”, w latach 1956–1974 był moskiewskim korespondentem „Życia Warszawy”, współredagował „Życie i Nowoczesność” (1971–1973). W kolejnych latach pracował w „Kulturze” (1974–1977), „Przeglądzie Technicznym” (1977–1981), „Firmie” (1982–1984), „Horyzontach Techniki” i „Odrze” (1984–1989) oraz „Gazecie Wyborczej” (1989–1994).
Autor sztuki Stara sprawa o odkrywcy miedzi lubińskiej inż. Janie Wyżykowskim, wystawionej w 1979 w Teatrze Popularnym w Warszawie. Opublikował zbiór felietonów Pasjans polski (1980), powieść Wyspa wojny (1990), przygotował ostatecznie nie wydany tom Pacierze polskie (1988 – wiersze z tego zbioru opublikowano w „Niewidomym spółdzielcy”, „Tygodniku Powszechnym” oraz w zbiorze Modlimy się słowami poetów polskich, wyd. Verbinum). Przetłumaczył z francuskiego Jak samemu nauczyć się jeździć na nartach Georgesa Jouberta (1976). W 2021 nakładem Wydawnictwa Znak ukazała się książka Wrócę przed nocą, za którą został (już pośmiertnie) nominowany do Nagrody Literackiej Gdynia 2022.

## Życie prywatne
Był mężem Hanny Krall, miał córkę.